# 終末のハーレム ファンタジア
『終末のハーレム ファンタジア』（しゅうまつのハーレム ファンタジア、world's end harem FANTASIA）は、LINK（原作）、SAVAN（作画）による日本の漫画作品。集英社のウェブコミック配信サイト『少年ジャンプ+』（以降、『J+』と表記）にて、2018年5月20日から隔週日曜日に連載中。2023年4月時点で累計発行部数は170万部を突破している。
『J+』で連載中の漫画『終末のハーレム』（以降、『無印』と表記）から世界観を一新したシリーズ作品であり、終末の近い異世界を舞台として、闇の力を得て変わっていく主人公と、彼を取り巻くさまざまな美女たちの日々を描く。

## 概要
第一報は2018年3月5日に集英社にて開催された新作発表会「週刊少年ジャンプ50周年〜その先へ〜」で発表され、その時点では『無印』のスピンオフ作品と説明されていたが、連載開始前の月刊漫画雑誌『ウルトラジャンプ』（以降、『UJ』と表記）2018年5月号や『J+』同年4月19日公開分に掲載されたプロローグでは、実際の内容が終末的要素こそ含むものの『無印』とは無関係であるうえ、剣と魔法の異世界を舞台としたダークファンタジー作品であることが明かされた。
『無印』における宵野コタローと同じく、成人向け漫画作品を中心として知られるSAVANの一般誌連載作品である。また、『無印』を紹介する際やその作中世界にて用いられている性行為による子作り「メイティング」の呼称については、本作の作中世界では用いられていないが、単行本の帯における紹介文や、集英社をはじめ各社の販売サイトが単行本の電子書籍版を紹介する際には用いられている。
2019年6月からは、以下のように集英社から正規ライセンスを取得した各国語翻訳版の発売も開始されている。
- 台湾・香港では、東立出版社による繁体字中国語翻訳版が、『終末的後宮奇想曲』のタイトルで2019年6月から発売されている[2][3]。
- アメリカでは、セブンシーズ・エンターテインメント社による英語翻訳版が、『WORLD'S END HAREM FANTASIA』のタイトルで2019年9月から発売されている[4]。
- フランスでは、デルクール（フランス語版、英語版）社によるフランス語翻訳版が、『WORLD'S END HAREM FANTASY』のタイトルで2020年2月から発売されている[5]。
  - セミカラー版は、イズネオ（フランス語版）社にて書籍版と同時発売されている[19]。

2020年4月13日から同年6月12日まで、『UJ』編集部とノベルアップ+の共同企画として「ウルトラジャンプ・マンガ原作プロットコンテスト」が実施された。募集ページでは本作がわだぺん。の『禍つ罠師の勇者狩り』と共に紹介されており、グランプリ受賞作品は『UJ』にて連載化されるという。

## あらすじ
単行本第1巻から第9巻までの内容には「黒竜の覚醒」、第10巻以降の内容には「双竜の飛翔」とそれぞれ編名が設けられている。

### 黒竜の覚醒編
第1巻（第0話 - 第4話）
聖暦998年。闇に覆われ始めた世界は、地底から古代の魔物たちによって蹂躙されていた。人間世界の終末を危惧した賢者に約束の神子の命が必要と提言された皇帝は、約束の神子を探し出すことを命じる。一方、辺境に位置する小国のナーガラでは次期当主となることを定められた少年のアルクに、女剣士のセリーヌが剣の稽古をつけていた。
皇太子のドゥティアスとの政略結婚に出される幼馴染のアウレリアを思うあまり、アルクは相思相愛の彼女との逃避行に出るも失敗して一時投獄されるが、そこに現れたダークエルフのラティから課せられた1年間の禁欲や鍛錬を経て闇の力「マハト」を授けられ、自分の体液があらゆる女性を発情させるようになったことを知らされる。
第2巻（第5話 - 第9話）
アルクの叔父のトゥートは謀反を目論む。アルクはセリーヌにメイドのウェンヌと剣で勝負するよう命じたうえ、自分を慕う彼女の身体でマハトを試す。セリーヌは憤慨しながら勝負に出るが、マハトの影響を受けたウェンヌに完敗する。
まもなく、ナーガラはトゥートに侵攻される。アルクはウェンヌと共に彼女の同僚たちを人質としたトゥートに拘束されるが、彼はアルクの部下だった秘書のティアに刺される。驚愕したトゥートをアルクは討ち取り、改めてナーガラの掌握を誓う。一方、アルクのもとを去ったセリーヌは給仕娘の窮地を救い、とある人物との面会を依頼される。アルクはナーガラの統治に注力するが、マハトの暴走を経てウェンヌを強姦してしまい、我に返って驚愕する。
第3巻（第10話 - 第13話）
冒険者ギルドにてセリーヌが女魔導師のジョアンナを紹介されていた頃、ナーガラ家ではアルクの父のアノールが余命1か月であることや、彼の病因は北方のゴーチェ大公国のプラムであることが判明し、アルクには大伯父のアルゲスから召集がかかる。セリーヌがジョアンナに同行を依頼された頃、アルクはマハトの暴走を防ぐためにラティを抱く。
アルクはウェンヌと共に北方へ出発し、セリーヌとジョアンナはとある魔導書を購入する。目的地のダンジョンの詳細をセリーヌがジョアンナから聞かされた頃、野営中のアルクたちは夜盗たちからゴーチェの現状を聞き出す。セリーヌとジョアンナが経験値や資金を稼ぐ一方、アルクとウェンヌはオークたちに襲われた少女のターニャのもとへ駆けつける。
第4巻（第14話 - 第17話）
ターニャを救ったアルクたちのもとへ女性が救いを求めた頃、ダンジョンではセリーヌとジョアンナが転移の罠に遭ってコカトリスに苦戦させられるが、討伐に成功する。一方、アルクとウェンヌはフェンリルの群れによる窮地を女将軍のキャシアに救われるも彼女の率いる兵団に捕らえられ、瘴気が男性だけを蝕むことを明かされる。
アルクにラティが一息分の力を教えて立ち去った後、サスカッチに雪魔法で雪の室内へ閉じ込められたキャシアはアルクからマハトを与えられて脱出し、アルクは一息分の力を用いてサスカッチを消滅させるが、気絶してしまう。マディリス帝国では、アウレリアの腹にドゥティアスが約束の御子を授けていないことに皇帝が立腹する。
第5巻（第18話 - 第21話）
アルクは3日間の眠りから目覚め、キャシアをマハトで得たことを実感する。一方、マディリスはコーザ王国を殲滅する。アルクとキャシアがマディリスを倒すために手を組む中、帝都イデオではアウレリアがアルクへの思いに耽り、ナーガラではイスティシア家への対策を練る彼がウェンヌの妊娠に直面し、イスティシア家ではアルクへの警戒が強まる。
アルクはラティから新たな女性4人を薦められ、マハトの回復を試そうとティアを抱く。イスティシア家へ先行するティアを見送ったアルクは、岩石ゴーレムに遭遇して追いつめられたところをセリーヌとジョアンナに助けられ、アノールの病の進行はジョアンナの氷魔法で抑えられる。一方、アマンの森からはハイエルフのフェラリスがナーガラへ向かう。
第6巻（第22話 - 第26話）
ナーガラを訪れたフェラリスは、アマン村を襲うサラマンダーの脅威を語る。アルクたちは村を訪れ、里長からアルクの祖父の来訪やサラマンダーによる被害を聞かされる。アルクがセリーヌ・ジョアンナ・フェラリスにマハトの件を明かす中、並の攻撃を弾くサラマンダーの襲来に際し、セリーヌは魔法鎧姿で立ち向かう。
村への延焼は食い止められたもののサラマンダーの進撃は止められず、ついに覚悟を決めたフェラリスはマハトを得て水魔法を放ち、形勢を逆転させる。セリーヌによる致命の一撃も受けたサラマンダーは住処にて消滅し、残された卵が孵化して幼生が誕生する。フェラリスがアルクに抱かれる一方、イスティシア家ではティアが監禁される。
第7巻（第27話 - 第30話）
アルクたちはサラマンダーの幼生とフェラリスを得て森を後にし、イスティシア家の面々は堅神式に備える。ナーガラへ帰還したアルクたちはマディリスを倒すことを決意し、対帝国連合を結ぶためにもイスティシア家へ向かうが、ガビアルの堅神式にドゥティアスがアウレリアや神官を連れて転移魔法で現れたため、アルクは驚愕する。
披露宴にてアルクがティアを解放されたことに安堵するもイスティシア家による屈辱に耐えた当夜、アウレリアはドゥティアスに魔法の貞操帯をかけられる。そのことを知ったアルクは怒りに燃え、ラティから良き領主として穏便に生きるか自分の願いを叶えて修羅の道を行くかを迫られ、苦悩した末にドゥティアスの呪殺を選んで禁忌の呪法を発動させる。
第8巻（第31話 - 第34話）
魔法の貞操帯の正体はドゥティアスの身代わりだったため、アウレリアは死亡してしまう。真相を知ったアルクが改めてドゥティアスの抹殺を決意して四家当主会議に臨んだ頃、彼はイデオにてアウレリアの遺体を氷漬けにする。
ナーガラへ帰還する途中、アルクたちはマディリスの刺客に襲われる。アルクは駆けつけてきたエンシュウ家の当主代理のボーアをマハトの虜にすると、刺客を偽ったイスティシア家との戦争「レプタイル戦役」に臨み、緒戦を圧勝する。アルクはガースル家の調略にも動くが、当主のギドゥの娘であるミウの魔法によって失敗したうえ、ボーアもイスティシア家側に回ったため、アルクたちはナーガラへ敗走する。絶望の中、セリーヌはアルクの血液を求める。
第9巻（第35話 - 第38話）
マハトの力を得たセリーヌのほか残存兵たちを率い、アルクはアルゲスらの連合軍に地の利を活かした洪水を浴びせて戦力差を覆すが、それでもアルゲスら個人の強さに圧倒されていく。そこにフェラリスやキャシアが駆けつけたうえ、ジョアンナもマハトの力を得てミウによる窮地からアルクを救ったことから、彼はアルゲスとの一騎打ちに突入する。激闘の果てにアルゲスを討ち取ったアルクはボーアを捕らえ、アルゲスの孫娘のカイメイアは敗走し、アルクへの復讐を誓う。アルゲスの死はメディウス大陸の国々に衝撃を与え、皇帝ら権力者たちはナーガラを警戒する。
戦後、ラティはアルクにマディリスへの復讐心を明かすと、改めてアルクへの協力を誓う。ガースル家との講和を経て、アルクはラティの見守るもと、寵愛を求めるセリーヌたちとの乱交に耽るのだった。

### 双竜の飛翔編
第10巻（第39話 - 第42話）
1か月後。自由都市同盟圏の花の街では、少年のレッタが魔導師登用試験に落選し、彼の父のピエトロはマディリスの騎士のシュタイゲンによる拷問に遭って死亡する。復讐心に駆られたレッタは、そこに現れたオルガから闇の力「フォルツァ」のことを知り、右眼をえぐり出して契約する。右眼の代わりに埋め込まれた魔法の宝玉を覚醒させるため、レッタはオルガと1日7回の合計49回の交わりに臨む。7日後、レッタはフォルツァによる雷撃でシュタイゲンを追い込むが、限界を迎えて警備隊のピーズリーと共に撤退する。ピーズリーは魔法の宝玉を介してフォルツァの虜となって欲情し、彼女を抱いたレッタは回復する。
レッタはピエトロの仲間の1人でもあった少女のグローリアに連れられ、白亜の街へ向かう。一方、アルクはイスティシア家への最終攻撃に出ようとしていた。
第11巻（第43話 - 第49話）
ガビアルの逃亡に怒るカイメイアのもとへアルクの書状が届いた頃、レッタとグローリアのもとへはマディリスの追手による危機にピーズリーが駆けつけ、グローリアは皆を乗り込ませた魔導船を出航させ、追手を振り切る。イデオへ呼び出されたシュタイゲンは、レッタへの復讐を誓う。イスティシア家とナーガラ家は和平を結び、レプタイル戦役は終結する。
白亜の街ではレッタがレジスタンスへの加入をグローリアに断られ、アルクに命じられたセリーヌとジョアンナがマディリスのジオら屈強な四将軍たちの集う南方戦線へ向かう。セリーヌとジョアンナが異教徒たちの支配下にある城塞都市の大聖堂から聖骸布を奪還した結果、マディリスへの対抗勢力として聖教会から認められたアルクは、カイメイアとの婚姻や神聖ファフニール王国の樹立を決意する。
第12巻（第50話 - 第56話）
ピーズリーは闘技大会に出場し、グローリアはレッタをレジスタンスのリーダーのデイラに紹介する。大会はランシア王国の青年騎士のリンが優勝するが、彼はピーズリーを真の優勝者と称えて褒賞の魔導具の杖を譲渡し、帰国する。大会で敗退した体術家のシャオメイがピーズリーに強引に同行する中、アルクを見極めるようデイラに命じられたレッタは、ナーガラ領を訪れる。
ナーガラ城ではカイメイアがアルクに逆らえず抱かれ、杖による魔力の制御に歓喜するレッタはオルガにアルクへの敵意を煽られる。アルクは戴冠式にてカイメイアとの婚姻や神聖ファフニールの建国を公表し、マディリスの刺客による危機をレッタの雷撃で救われると、レジスタンスと手を組みたい旨をグローリアに明かし、レッタにオルガのことを問う。一方、オルガは竜の器をまとめることをラティに提案する。
第13巻（第57話 - 第63話）
レッタたちはイデオへの潜入に向かい、アルクはレジスタンスと手を組み、ラティから闇の力がマハトやフォルツァ以外にも存在することを知らされる。イデオでは四将軍の1人であるクリーガンが、アルクの討伐に動く。シャオメイはレッタに迫り、フォルツァの力を得る。シュタイゲンはドゥティアスの魔導研究を目の当たりにし、アルクは四将軍の率いる10万の軍勢への対策を練る。
2週間後、神聖ファフニールが辛くも持ち堪えていた頃、マディリスに雪中の西部からリンらランシアの軍勢が攻め込む。それは、アルクの策略に応じたランシアによる「ロングオークの戦い」の始まりだった。自らも出陣しようとする皇帝をドゥティアスは制止して自らの魔導兵団を投入し、飛空艇による砲撃でランシア軍を壊滅させる。飛空艇のもう1隻による王都への特攻から、アルクたちは辛くも逃げ延びる。

## 登場キャラクター
種族について注記のない者はすべて人間。

### 主要人物

#### 黒竜の覚醒編の主要人物
アルク
ナーガラ家の次期当主である主人公の少年。フルネームはアルク・ド・レザール・ナーガラ。15歳→16歳。
ラティとの契約によってマハトを得ることに成功した以降、自身の血液や唾液などの体液はあらゆる女性を発情させている。マハトを得た影響は生殖能力にもおよんでおり、膣内射精が高確率で相手の女性を妊娠させることが明らかとなっているほか、レプタイル戦役後にはナーガラ家に仕える女性たち全員との乱交も可能となっている。
本来はひ弱さもあって争いを嫌い、臣下のピピンに気配りのできる優しい性格だったが、マハトを得た以降は臣下以外の他人には冷酷な一面を覗かせるようになったうえ、再従姉にして想い人であるアウレリアを呪法によって亡くした以降はそれがさらに強まり、マディリスへの復讐心を募らせて覇道と魔道を突き進むようになっている。そのためには、自身を慕う周囲の女性たちはおろか敵対していた女性にまでマハトを用い、子を産ませることもいとわない。
ラティ
アルクに仕えるダークエルフ。本名はラティフォリアザード。豊満な肢体や露出度の高い衣装が特徴。
アルクには当初から着目しており、契約してマハトを授ける。気配を漂わせず闇から現れては闇と化して消える能力やアルクに新たな女性4人を薦める際には空間を割って水晶玉を出現させ、それを介して映像を投影する能力を持っている。
レプタイル戦役後のアルクに明かしたところによれば、1千年前には先祖たちがまだ小国だったマディリスの近くにて竜神を崇めながら住んでいたが、彼らは魔力を恐れたマディリスの軍勢に数で押され、虐殺された。生き残った数人のうち1人であるラティは、先祖たちの復讐を魔力しか使えない自分に代わって遂げてもらうため、アルクに接触したという。
アウレリア
イスティシア家の嫡女。17歳。再従弟にして幼馴染のアルクとは相思相愛でもあるが、家にはドゥティアスと婚約させられており、政略結婚の危機にある。
ドゥティアスには道具のようにしか扱われておらず、下腹部に魔法の貞操帯をかけられた結果、その真相を知らないアルクによるドゥティアスへの禁忌の呪法に遭い、彼の身代わりとなって死亡してしまう。その後、遺体は帝都イデオにてドゥティアスによる氷結魔法で氷漬けにされている。
セリーヌ
ナーガラ家に仕える女騎士。赤い長髪とアルクよりも背高な身体が特徴。白銀級にして火属性。勇ましい性格で剣術に優れており、年下のアルクに剣の稽古をつけているが、ウェンヌを前にしての飲酒中には彼のことを異性としても意識していることを、彼女に看破されている。幼少時には周囲の大人たちから「女は騎士になれない」と蔑まれていたが、アルクに励まされてからは腕を磨き、彼に秘めた思いを持つと共に現在の強さを手に入れた。
レプタイル戦役の緒戦でナイルと交戦するが、会得していた覇山流でも渡り合うのが精一杯だったこともあり、敗走後はアルクに思いを告白してマハトの力を得ると、ナイルを討ち取る。
ウェンヌ
ナーガラ家に仕えるメイドの1人。ウェーブのかかった栗色の長髪が特徴。アルクに秘めた思いを寄せていることから、マハトを得た彼のナーガラ家で最初の虜となり、マハトの影響によってセリーヌを剣で圧倒する強さを得る。その後、マハトが暴走したアルクに強姦され、妊娠する。
アルクがレプタイル戦役の緒戦で敗走した後には、死を覚悟した彼に指示されてフェラリスの転移魔法陣を介してゴーチェへ亡命し、戦後には妊婦となった姿でナーガラ家へ戻ってアルクと再会する。
獣娘
アルクがラティと契約した神殿と同じ洞窟内の、とある場所に投獄されていた囚人たちの1人。本名は不明。ネコ科のような耳・爪・尾を持つ亜人（）であり、片言で喋る。牢内にて高熱に浮かされていた姿を心配して近づいてきたアルクの左頬を引っかいて出血させるが、このことが彼のマハトを最初に試されるきっかけとなり、ラティにアルクの血液を含む水を飲まされて彼の虜となる。その後は解放され、アルクの体液を報酬として斥候などを務めるが、亜人ゆえにナーガラ城では戴冠式などに表立って姿を見せることはない。
ミーネ
アルクがラティと契約した神殿と同じ洞窟内の、とある場所に投獄されていた囚人たちの1人。同じ牢内の囚人たちと同様にビキニ調の衣服姿でキセルを嗜んでいたところ、別の牢内にてマハトを試された獣娘に続いてマハトを試される対象とされ、アルクの血液を含む水を他の囚人たちと同時に浴びせられて彼の虜となる。その後は解放され、アルクの唾液を報酬として斥候などを務める。
レプタイル戦役ではガースル家の調略をアルクに依頼され、その交換条件を兼ねてアルクに激しく抱かれた結果、妊娠後の保障を約束されている。
元はレジスタンスの一員であり、グローリアとは知己であるうえ、ピエトロにもよく世話になっていた。盗賊団への潜入中に団が壊滅して投獄された結果、アルクとの出会いに至ったことが、グローリアと再会した際に明かされている。

#### 双竜の飛翔編の主要人物
レッタ
魔導師見習いの少年。石塊級にして雷属性。母はおらず、幼少期から父のピエトロと共に各地を旅する冒険者として生活していたが、いつしか左眼が白内障のように濁って視力が失われてきたことから、治療を兼ねて自由都市同盟圏の花の街に長期滞在している。マディリスの魔導師登用試験でも少量の静電気しか放てないほど弱いが、ジャバ曰く「妙な魔力の色」の持ち主でもある。
ピエトロをシュタイゲンによる拷問で亡くし、マディリスへの復讐心を募らせてオルガと契約した結果、1日7回かつ合計49回の交わりをやり遂げてフォルツァを得る。
オルガ
ラティの同志の魔女。本名はオルガスミソニア。頭部の左右に生えた角が特徴。ラティと同様、気配を漂わせず闇から現れては闇と化して消える能力のほか、巨大な門を出現させて長距離移動に用いる能力を持つ。
レプタイル戦役の中盤でラティと久々に再会した後、戦後にはレッタに着目して契約する。アルクのことを「マディリスに媚を売る王様気取り」と偽ってレッタにアルクへの敵意を煽るなど、ラティよりも邪な手法で目論見を進める。
ピーズリー
花の街にて警備隊の一員を務める美女。黒いロングヘアが特徴。片親育ち。ハルバードを主な武器とする優れた使い手であるが、ピエトロに舞台女優への転身を願われるほどの美貌をレッタに褒められただけで赤面するほどのウブでもある。
シュタイゲンを雷撃で追い込むほど強くなったレッタを詰問した結果、最初に彼の右眼の虜となって抱かれる。その後、マディリスの追手によるレッタやグローリアたちの危機に駆けつけ、魔導船に乗船して同行する。
グローリア
自由都市同盟圏の冒険者ギルドを訪れたレッタに話しかけた、魔導師の少女。縦ロールのツインテールの髪型が特徴。強い魔導師にしか興味がないとの理由で、冒険者たちによる求婚はすべて断っている。
正体はマディリスへのレジスタンスの1人（通称「白モグラ」）であり、仲間であるピエトロの訃報を真っ先に惜しんでいた。ピエトロの息子であるレッタのことも仲間として認め、仲間たちを率いて協力する。

### マディリス帝国の関係者
皇帝
マディリスに君臨する筋骨隆々の巨体の皇帝。人間世界の終末を危惧した賢者に提言され、約束の神子を探し出すことを命じた後、アウレリアとの子作りをまだ始めていないドゥティアスに立腹している。
強大な武力によるマディリスの統一を推し進めながらイデオにて美女たちを侍らせていることからも、ジャバにはかつての姿と覇道を突き進むアルクを被らせて見られている。また、性交中の情婦を跡形もなく焼き殺す、手にしたグラスを燃やし尽くすなど、炎属性の魔法にも長けている。

ジャバ
皇帝に仕える賢者の1人。老体に鷲鼻や尖った耳が特徴。皇帝を深く敬う一方、自分よりも格下の者には鼻にかけた言動で振る舞う。
ドゥティアス
マディリスの皇太子。ガビアルの堅神式に際し、転移魔法のかかった馬車にアウレリアと同乗して現れる。女性への興味をまったく持っておらず、アウレリアのことも魔導研究のためにしか存在価値はないと蔑んでおり、彼女に「浮気すれば相手共々呪いで死亡する」という魔法の貞操帯をかけている。
イデオでは、シュタイゲンも知らなかった地下深くにて魔導研究に没頭している。花の街などにてジャバに集めさせた魔導師たちで構成される魔導兵団を率い、飛空艇でランシア軍を壊滅させて戦況を逆転させた結果、マディリス5番目の将軍となる。
シュタイゲン
マディリスの騎士。称号は「黄金」。自由都市同盟圏での魔術師登用試験にジャバに仕えて同行しており、彼に挑もうとした白銀級の火属性の魔導師を一太刀で斬殺するほどの剣術の使い手でもある。
レッタとの初戦を経てフォルツァによる雷撃で顔に傷痕が残り、彼への復讐を誓う。しかし、それゆえの荒れようをクリーガンに危ぶまれ、ドゥティアスの護衛（実質的には間者）への異動を命じられる。
ジオ
マディリスが誇る四将軍の1人。称号は「居眠り」。重装騎士団を率いる。南方戦線での平時はおろか戦闘中も眠っているが、目覚めないまま両手に持つ巨大なモーニングスターの一撃で敵の一団を殲滅するなど、実力は高い。
ヴァイサリス
マディリスが誇る四将軍の1人。称号は「灰色」。魔獣兵軍団を率いる。三つ目の猛禽類型の魔獣に騎乗し、同様の軍団で敵の一団を殲滅するなど、実力は高い。
魔獣の眼を介しての遠見にも長けており、レプタイル戦役の終盤には彼方からアルクとアルゲスの一騎打ちの決着を見届けて帰還したため、メディウスの各地へ早々にアルゲスの死が伝わることとなった。
ブリエンヌ
マディリスが誇る四将軍の1人。称号は「女王蜂」。死槍兵軍団を率いる。自身の美貌と同衾を対価として軍団の面々に死を恐れさせず武功を挙げさせるなど、実力は高い。
クリーガン
マディリスが誇る四将軍の1人。称号は「千剣」。剣狼兵軍団を率いる。シュタイゲンの父。「千の剣」と称される超高速の太刀筋で知られ、その片鱗を目の当たりにしたセリーヌにも警戒される。
神聖ファフニールの建国後にはジオら三将軍と共に10万の軍勢を率い、アルクを討とうとナーガラ領へ向かうが、1か月後にはランシアによるマディリスへの侵攻をジャバに知らされ、魔獣兵軍団と死槍兵軍団は重装騎士団を東部戦線に残して帰還せざるを得なくなる。

### ナーガラ家の関係者
アノール
アルクの父。商才はあるが小心者であり、伯父のアルゲスには頭が上がらない。やがて、ゴーチェのプラムを瘴気による汚染を知らずに食べてしまい、その影響で余命1か月の病に伏せてアルクに後を託す。ジョアンナがアルクと合流した後には、彼女の氷魔法で氷漬けにされ、延命中にある。
ナーガラ家に仕えるメイドたち
ウェンヌの同僚たち。タミィやリロなど女性数人が仕えているが、物語開始当初はナーガラ家（特にアルク）の頼りなさを見かね、イスティシア家への移籍を口にする者もいた。
トゥート
アルクの叔父。兄のアノールを敬愛する様子を見せながら、内心ではナーガラ領を得ようとの野心に燃えている。同領の治安が悪化したことやアノールが病に伏せたことを好機として手勢を率いて侵攻するが、アルクに討ち取られる。
ティア
トゥートの秘書を務める女性。正体はアルクの部下であり、彼が領主となった後にはアルクの秘書に復帰したほか、彼らがゴーチェへ向かった際にも不在中の管理を一任されている。レプタイル戦役後にはガースル家との交渉役を務め、同盟を締結させている。
ピピン
ナーガラ家の騎士。アルクやセリーヌと共に城を脱出した際には追手たちを足止めする時間稼ぎを望んで務めるなど、アルクに対する忠誠心はきわめて厚い。
ネーゲリ
トゥートの騎士。当初は城を脱出したアルクたちへ追手として差し向けられるが、彼の柄頭による一撃で気絶させられて敗退する。アルクが領主となった後には彼の手腕を認めて畏怖し、仕える。
レプタイル戦役では騎乗し、前線を率いる。敗走の際には、アルクを逃げ延びさせようと殿を務めてアルゲスに一騎打ちを挑むが、乗馬ごと一太刀で斬殺される。
ユーダー
アノールの取引先の1つであるユーダー商会を営む男性。その若さや勢いは、しきたりを大事にする古い商人たちから睨まれている。レプタイル戦役後にはナーガラ領だけでなくガースル領にも支部を設けているが、グローリアによればマディリスにも通じており、レジスタンスの情報を売っているという。
ジョアンナ
酒場にて給仕娘を酒癖の悪い男性たち2人による危機から救ったセリーヌが、冒険者ギルドにて給仕娘から紹介された眼鏡姿の女魔導師。白銀級の水属性。高慢な性格をしており、用いる水魔法は、男性たち2人をたやすく撃退するほどの強さを誇る。箒を携帯しており、跨って飛行する際や地表に魔法陣を描く際に用いている。
マハトの力については、当初は魔導（と貞操）へのこだわりからも固辞していたが、レプタイル戦役ではアルクの危機に際して覚悟を決め、自分から進んで力を得ている。
ノヴァルス
アルクの亡祖父。フルネームはノヴァルス・ド・レザール・ナーガラ。
生前（50年ほど前）は冒険者であり、諸国を放浪中にアマン村の川べりにて行き倒れていたところを幼少期のフェラリスに発見され、里へ連れ帰られて皆に介抱されたうえで旅立っていったという。その後、アルクの幼少期に死去している。

### イスティシア家の関係者
ガビアル
アウレリアの弟。イスティシア家の次期当主。傲慢な性格をしており、アルクよりも年下だが当時の彼を上回る剣の腕や嫉妬心からも、アルクのことは見下している。堅神式の際には16歳になる模様。
レプタイル戦役後には、アルゲスの敵討ちに燃えるカイメイアによる鉄拳制裁にも耳を貸さず、家臣と共に逃亡する。
ナイル
イスティシア家の筆頭騎士。称号は「流麗」（）。キザで女好きに加えて弱者を見下す性格から、セリーヌに嫌われている。玲瓏（）流の使い手でもあり、セリーヌの覇山流を上回る実力を持つ。
イスティシア家での四家当主会議後にはアルゲスに命じられ、部下たちにマディリスの刺客を偽らせてアルクたちを襲撃させるが、ティアに刺客の正体を看破されたことからアルクたちに急襲されて敗走し、このことがレプタイル戦役の発端となる。ボーアによるアルクたちの敗走に際してもセリーヌを圧倒するが、最後はマハトの力を得た彼女に討ち取られる。
アルゲス
アウレリアとガビアルの祖父。称号は「大顎」（）。ガビアルのことを溺愛する一方、アウレリアをドゥティアスと政略結婚させることには良心の呵責もなく、ナーガラ家の者のことは見下している。
レプタイル戦役では平原での決戦でアルクを敗走させるものの、峡谷での決戦では三家連合軍で追いつめたところをフェラリスとキャシアに参戦されて形勢を逆転され、最後はアルクに一騎打ちを挑まれて討ち取られる。
カイメイア
アルゲスの孫娘。称号は「悪食」（）。フルネームはカイメイア・ディ・クローディル・イスティシア。先端の沿った長髪や十字のハイライトが光る瞳孔、太い骨すら噛み砕ける牙状の歯が特徴。
レプタイル戦役では「純粋な暴力」の強さをアルゲスから一目置かれており、マハトの力を得たセリーヌをも焦らせるが、アルクにアルゲスを討ち取られた後は敗走してアルクへの復讐を誓う。肉体の強靭さゆえにマハトへの抵抗力も持っている。アルクの戴冠式までに二度に渡って血液を飲まされた結果、すべてを得る子を産ませようと目論むアルクに逆らえなくなって抱かれてしまうが、彼の野望に同意してからは望んで子種を得る。
ギドゥ
ガースル家の当主。称号は「鈍重」（）。禿げあがった頭頂部や猫背、カイメイア曰く「のろま」な遅い口調が特徴。全身を鋼の鎧で包んだ精強な兵団「亀鋼歩兵」（）を率いる。
レプタイル戦役では三家連合軍の一角としてアルクを追いつめ、勝利を確信するが、フェラリスとキャシアによる形勢逆転やアルゲスの討ち死にを経て、父子共々敗走する。その後、講和を経てナーガラ家側へ転じる。
ミウ
ギドゥの娘。称号は「落涙」（）。大きな双眼やよくこぼす涙が特徴。
普段は殺生を好まず穏やかな言動で振る舞うが、身に危険が迫った際などに一瞬で展開するハニカム模様の巨大な結界は、ナイルはおろかカイメイアをも震撼させている。この結界は口元などの極小な範囲にも展開できるため、ミーネがアルクの依頼で調略に訪れた際には、父子共々アルクの血液入りのワインを飲まずに済んでいる。
レプタイル戦役では三家連合軍の一角としてアルクを追いつめるが、マハトの力を得たジョアンナに結界を破壊され、父子共々敗走する。その後、講和を経てナーガラ家側へ転じる。
ボーア
エンシュウ家の当主代理。称号は「猛毒」（）。カイメイア曰く「蛇女」「後家」。七三分けの長髪の女性で、病死した前当主に代わって家を取り仕切っており、先端が分かれた長い舌が特徴。実際には、前当主を愛するがゆえにその絶望する顔を見たくて毒殺したという、きわめて倒錯した愛情の持ち主でもある。
レプタイル戦役ではアルクによってマハトの虜となるが、平原での決戦の際には前述の愛情ゆえに裏切り、彼を敗走させる。峡谷での決戦では三家連合軍の一角としてアルクを追いつめるが、アルゲスの討ち死にを経て捕縛され、ナーガラへ連行される。アルクの子を妊娠していたが、裏切りの件からも親権を持つことは許されておらず、いずれ出産しても彼に子を奪われる定めにある。

### ゴーチェの関係者
キャシア・ウェスキー
ゴーチェの勇猛な女将軍。称号は「雪血」（）。槍を手にした兵団「白虎騎士団」（）を率い、雪魔法に長けている。美貌と相まって、住民たちから広く慕われている。
対サスカッチ戦の際にアルクからマハトの力を得て、ゴーチェのために彼と手を組む。レプタイル戦役ではウェンヌの亡命を受けてフェラリスと共に転移魔法陣を経てアルクの危機に駆けつけ、彼の勝利に貢献する。
ターニャ
ゴーチェの僻地に住む少女。1年前に父と兄のピョートルを瘴気によって失い、母や姉と共に頑張ってカブやニンジンを育てながら慎ましく暮らしていたが、オークたちに襲撃されて犯されそうになったところをアルクとウェンヌに救われる。
マリヤ
キャシアの部下の1人。キャシアには同性愛に近い敬愛を抱いている。
エカテリーナ
ゴーチェの大公姫。カールの入ったツインテールが特徴。
一流の魔導師に劣らないほどの高い魔力の持ち主でもあるうえ、それを用いての上級氷魔法で大公を氷の眠りに就かせて瘴気から匿っており、貴族たちも匿ってもらおうと列を成しているが、それも1日1人がやっとであるため、いつ倒れてもおかしくないという。
レプタイル戦役の終盤にはキャシアをアルクへの加勢に差し向け、彼女の活躍を魔法で見届けている。

### ラティの薦める女性4人
称号はラティの説明における太字表記による。仲間にするためには、各々が抱える問題をアルクが解決してやる必要があるという。
フェラリス
アマンの森に住まう美しきハイエルフ。弓術や召喚魔法を使えるが、人間嫌いであるという。本名はン＝フェラリス＝クラリス＝デンドロニア＝ポムトゥクス。幼少期に慕っていたノヴァルスとの死別の件からも、人間のことは「短き者」と見下している。
サラマンダーの討伐を経てアルクのことを認めた後には彼に身体も許し、ナーガラ領へ同行する。転移魔法も使えることから、レプタイル戦役では裏側で立ち回り、終盤に駆けつけてアルクを救うが、戦後は目立ち過ぎることを懸念した彼に出征や戦闘への参加、戴冠式への出席を禁じられる。しかし、アルクとの乱交の際にはセリーヌたちに性技の手本を見せるなど、彼女たちとも深い間柄の1人となっている。
聖教会の神官
各地にて布教活動に勤しむ神官。回復魔法や補助魔法を使え、戦闘向きであるという。両目は包帯のようなマスクで塞がれており、アルクには盲人と思われているが、視力の代わりを頼る様子は描かれていない。
ガビアルの堅神式では神父のもとに、レプタイル戦役では聖教会法王庁のもとに、南方戦線では聖都の猊下のもとにそれぞれ控えるなど、敬虔な姿が描かれている。
デイラ
マディリス帝国によって祖国を滅亡させられた亡国の姫君。祖国を復興するために諸国を放浪中であり、その血統と槍の腕は確かであるという。
白亜の街では男嫌いの姫としてもレジスタンスに知られており、彼らを率いている。面識のなかったピエトロの死去に敬意を払い、レッタの雷撃を確認して彼にレジスタンスへの参加を許可すると、マディリスへの潜入とそれに先駆けてアルクの見極めを命じる。その結果、アルクと密会を経て手を組む。
シャオメイ
東方から来た女僧兵（モンク）。イーストシーのはるか彼方に位置する東国に伝わる体術を使えるが、何かしらの理由でメディウス大陸へ流れ着いたという。
白亜の街での闘技大会ではピーズリーに迫るが、渾身の突きをあえて脇腹で受けた彼女に素手での強烈な反撃を浴びせられ、昏倒して敗退する。しかし、ピーズリーのフォルツァによる強さに興味を持ったことから、彼女やレッタたちに強引に同行する。その後、イデオへの道中にピーズリーから情報を聞き出してレッタに迫り、フォルツァの力を得る。

### 自由都市同盟圏の関係者
ピエトロ
レッタの父。レッタを彼の幼少期から連れて各地を旅する冒険者であるが、彼の左眼の治療を兼ねて花の街に長期滞在している。レッタにとっては優秀な魔導師（本人曰く「20年ぐらい前は白銀級」）でもあり、彼からは共にピーズリーへのスケベ心と合わせて尊敬されている。
レッタの誕生日にはシュタイゲンにマディリスへのレジスタンスとして疑われ、拷問を経て証拠不十分で釈放されるが、レッタには自分の正体がシュタイゲンの言った通りであることを明かし、死亡する。
ボック
白亜の街での闘技大会に出場した、流浪のドワーフ戦士。飄々として小柄ながら巨大なハンマーを軽々と振るう強者であり、乱戦形式の舞台にてピーズリーの最初の相手として当初は互角に渡り合うが、レッタのためにも優勝することを決意した彼女の一撃でハンマーを破壊され、潔く降参する。
リン
白亜の街での闘技大会に出場した、ランシア王国の青年騎士。ゴドウィンに追い詰められたところをピーズリーに救われた結果、場外へ落ちて失格となった彼女に代わる形で優勝とその褒賞として魔導具の杖を得るが、ピーズリーこそが真の優勝者と認めて美貌共々称え、杖を譲渡して帰国する。
ロングオークの戦いでは、叔父のシャルジュのもとで騎馬軍団の一員となり、マディリスへ攻め込むが、ドゥティアスの派遣した飛空艇による壊滅を経てシャルジュにより、逃がされる。
ゴドウィン
白亜の街での闘技大会に出場した、元コーザ王国のナイフ使い。両腕に仕込んだ無数の刃物を得物として終盤まで勝ち残るが、刃物に塗っておいた遅効性の毒によって倒れたリンに降参させず顔の皮を剥ごうとしたため、ピーズリーの怒りを買って舞台に瓦礫の山を築く地属性の一撃で倒される。

### その他の人物
アマン村の里長
アマン村を治める里長の老人。フェラリスに案内されてきたアルクたちのもとへ護衛の若者2人を連れて現れ、アルクたちを自宅へ招き入れて茶を出すと、彼にノヴァルスのことを明かしてサラマンダーの討伐を要請する。サラマンダーの討伐後にはアルクのことを認め、彼らと和解したフェラリスを表向きにはサラマンダーの幼生の監視役として送り出す。
シャルジュ
ランシアの将軍。称号は「傷」。称号通りの傷だらけの屈強な巨躯で騎馬軍団を率い、ジオと同等と称される随一の猛将である。
レプタイル戦役の終結を受けてナーガラ領の情報を集めた後、ロングオークの戦いではリンら騎馬軍団を率いてマディリスの領土内へ攻め込むが、決戦に備えてロングオーク平原に滞在していたところをドゥティアスの派遣した飛空艇に砲撃された結果、左腕を失う。最後は、マディリス軍による残党狩りからリンを逃がし、戦死する。
ルイ
ランシアの国王。ロングオークの戦いの開始前、冬の山越えを可能とする蹄鉄を持参してひそかに訪れたアルクの策略に応じ、帝国包囲網を築こうと騎馬軍団を派遣する。その屈強さからも優勢を確信していたが、まもなくドゥティアスの派遣した飛空艇による特攻に遭い、王宮ごと消滅させられる。

### 魔獣
アルクたちとの交戦など出番に恵まれた魔獣のみ挙げる。
オーク
スキンヘッドにやや尖った耳を持つ、醜悪な人型の魔獣。物語開始の1年ほど前から、北方の国々にゴブリンなどと共に多々出没している。
キラーラット
コカトリスに守られたダンジョンの浅い階層に出没する、ネズミ系の魔獣。頭頂に一本角が生えているうえに普通のネズミよりもはるかに大型であるが、あまり強くないうえに倒しても低価値の魔石しか得られない。
骸骨戦士（）
コカトリスに守られたダンジョンの浅い階層に出没する、骸骨と化した元冒険者。セリーヌとジョアンナが遭遇した2体は生前に剣士とアーチャーだったことが、それぞれの容姿や彼女たちを苦戦させる戦い方から示唆されている。
コカトリス
コカトリスに守られたダンジョンの最も深い地下10階層に潜む、合成系の魔獣。覇山流の秘伝書や氷魔法の魔導書などの守護者に等しい立場でもある。
フェンリル
ゴーチェの雪山に出没する、オオカミ系の魔獣。
サスカッチ
ゴーチェの雪山に出没する猿人系の魔獣。伝説上の存在と思われていたが、目撃された白く毛深い巨躯から「雪原の魔人」の異名で恐れられている。人語を話し、キャシアを上回る魔力を持つうえ、氷魔法の使い手でもある。
岩石ゴーレム（）
全身が非常に硬い岩石で構成された、人形系の魔獣。頭部には三日月形の角や三つ目が存在しているほか、胴体には両腕や下半身がつながらないまま浮遊している。
サラマンダー
全身が非常に尖って硬い鱗で覆われた、トカゲ系の魔獣。日頃は人知れず閉ざされた住処に潜んでおり、家屋を超える巨体に高熱やそれによって発生する炎をまとって出てきては、口から破壊力が高く光線状の炎を吐きながら、アマン村を執拗に襲う。物理攻撃だけでなく、風属性や水属性の魔法にも耐性を持つ。
サラマンダーの幼生
サラマンダーの住処にて卵から孵化した、両手で抱えられるほどの大きさの幼生。フェラリスに危険視されて処分されそうになるが、親のような凶暴さがないことからも国章との縁を感じたアルクに引き取られる。その後、レプタイル戦役を経たアルクがセリーヌたちとの乱交に耽る際には、人間大の大きさにまで成長した姿で彼の傍に控えている。この大きさでも炎の威力は凄まじく、アルクによってカイメイアへ初めて披露された際には、軽いひと吹きで頭上の岩石を溶解させている。

## 用語
マハト
アルクが、ラティから命じられた以下の3つの約束を1年間守る一方、剣の鍛錬を積んで心身とも精悍となった果てに彼女と契約して授けられた、闇の力。ラティによる説明では、「神の如き力」「この世を統べることができる力」とも称されている。
1. 器作り「毎日マンドラゴラの粉を一匙分飲み 週に一度は動物の肝を喰らう」
2. 精力の蓄積「女性を断ち 自涜行為も我慢頂く」
3. 儀式の準備「ほこらと神殿の建立」

アルクの血液を1滴垂らしただけのグラス1杯の水を囚人たちに浴びせたり飲ませたりすることによって彼女たち全員を発情させ、対象の女性は彼に準じた戦闘力を得られるほか、与える血液の量や女性の肉体の強靭さ次第でアルクの体液への「乾き」が変化する。
聖フロリアヌスの鎧
ユーダーがアルクに贈呈した魔法の鎧。炎の魔力を帯びており、火に強く水の魔法を無効化する。ユーダーによる説明では、対になる剣も存在するという。
レベル判定パペット
対象者のレベルを判定するために用いられるパペット。
冒険者ギルドでは冒険者が対象となるほか、マディリスによる魔導師登用試験では魔導師が対象となる。ただし、判定できるレベルは白銀級までであるため、それを超える黄金級の魔法を受けると消し飛んでしまう。
覇山流の秘伝書
コカトリスに守られたダンジョンの奥深くにジョアンナが欲する氷魔法の魔導書と同じく隠されているという、大陸剣術の三大流派の1つ「覇山流」（）の秘伝書。巻物として鎖で封じられており、セリーヌが欲する。
魔石
キラーラットなど、魔獣を倒すとその消滅に際して得られる魔力の混ざった石。キラーラット程度では5ダラの価値にしかならないが、純度の高いものなら同じ大きさでも1万ダラの価値で冒険者ギルドに買い取ってもらえるという。
サラマンダーの魔石には何者かによって魔法陣が彫り込まれていたことから、注がれた魔力の質次第で聖なるものにも邪なるものにも変わる妖精を、魔獣化させて操れることが判明している。
瘴気
ゴーチェを含む北方の国々の地底から溢れ出る魔界の瘴気。魔獣を活性化させ、人間や作物を蝕む。
魔法壁
皇帝がマディリス帝国に建設させている長大な壁。マディリスへの瘴気の流入を阻むことにより、男性の死に絶えた他国をたやすく攻め滅ぼすことを目的としている。
月の実
マハトの影響で欲情したフェラリスがアルクに性行為を求める際、ポーチから取り出したドングリのような形状の果実。噛み砕いて服用することにより、避妊薬としての効力を即座に発揮する。
対帝国連合
アマン村からナーガラへ帰還したアルクが、セリーヌ・ジョアンナ・フェラリスに明かした構想。圧倒的な戦力を持つマディリスを倒すにはイスティシアを味方につける必要があるため、ティアに集めさせた情報を元にカイメイア・ミウ・ボーアといった各家の重要人物たちを説得し、ナーガラ主導の四家同盟を結ぶという。
レプタイル戦役
イスティシア家からナーガラへの帰還途中、マディリスを偽ったナイルの刺客たちを撃退したアルクが起こしたイスティシア家との戦争。緒戦こそナーガラ家が優勢となったものの、まもなくガースル家やエンシュウ家がイスティシア家側に回ったことから10倍もの戦力差が生じた結果、平原での決戦ではナーガラ家が敗走する。しかし、峡谷での決戦ではナーガラ家が地の利を活かして勝利を収め、メディウス大陸の国々に衝撃を与える。
ダインスレイヴ
アルゲスら三家連合軍との決戦に際し、ラティがアルクに授けた「終末の魔剣」。ラティによって召喚された牙竜が変化したものでもあり、柄には竜眼が存在する。マハトを注ぎ込むことにより、並の鎧を圧倒する切れ味を発揮する。
峡谷での決戦では亀鋼歩兵たちの装甲をも切り裂いたほか、アルゲスとの一騎打ちでは斬り合いで負傷したアルクの血液を竜眼に受けて開眼し、彼にさらなる力を与えて勝利に導く。

フォルツァ
レッタが健康な右眼球を代償として、オルガから授けられた闇の力。ラティ曰く「マハトと根源は同じなれど使い方は異なる」という。
契約に際し、オルガはレッタに覚悟を決めさせるために1週間の猶予を与えるが、マディリスへの復讐心に駆られたレッタは、すぐに自分の右眼球にナイフを突き刺してえぐり出し、オルガはそれを食べて作った魔力の宝玉を、彼の右眼部分に埋め込む。
得るためにはオルガとの1日7回かつ合計49回の交わりが必要であり、やり遂げて得られる力は白銀級を超えて黄金級に達するが、彼女の説明を聞かずシュタイゲンとの初戦に臨んだレッタがとどめを刺すまでには至らず体力の限界を迎えるなど、使い方は難しい。
ロングオークの戦い
クリーガンら四将軍の率いる軍勢による神聖ファフニールへの侵攻から2週間後、フェラリスの転移魔法でひそかに訪れていたアルクの策略に応じたランシアによる、マディリスとの戦闘。先述の侵攻ゆえに西部の守備が薄くなっていたマディリスは領土内へたやすく攻め込まれたが、ロングオーク平原に滞在していたランシア軍へドゥティアスの魔導兵団が飛空艇から砲撃した結果、ランシア軍はほぼ全滅させられたうえ、後年の歴史家から虐殺と評されるマディリス軍による残党狩りが展開された。
魔蹄鉄
ロングオークの戦いに際し、アルクがキャシアに依頼してゴーチェに開発させた魔力入りの蹄鉄。これを装着したランシア軍の騎馬軍団は豪雪の上でも疾走が可能となったため、国境付近のマディリス軍は虚を突かれている。

## 制作背景
LINKは、『UJ』側から『無印』第1話の出張掲載を依頼された際に『無印』の新規の話も提案されたことがきっかけで「『無印』の構造の需要がまだあるのでは」「まだまだハーレムを描き足りない」という気持ちに至り、元々ファンタジーが好きで挑戦してみたかったうえ、世界観の関係で出しにくい女剣士や修道女、エルフを登場させられることから、「ファンタジー×ハーレム」を提案してダークファンタジーとした。タイトルに「ファンタジア」をつけて新シリーズとしたことについては、『仮面ライダー』や『プリキュア』などのシリーズを例に挙げ、さまざまなヒロインが登場する終末という設定にキャラクターや時代、ユニバースこそ違うものの、読者が得られる喜びは『無印』と似ていると語っている。
SAVANは、以前から『無印』を読んでいたこともあって驚くと共に不安もあったが、第1話の高クオリティは宵野に「『無印』が食われるのでは」「世界観が違ってよかった」と賞賛されている。また、以前にファンタジー作品を描いていた経験からファンタジーは好きだったうえにもっと上手くなりたい気持ちがあり、「ファンタジーとハーレムが一緒になった漫画があったらな」と思っていたところで依頼されたため、引き受けたという。

## イベント
連載開始以降、ジャンプ4誌による合同の大型イベント『ジャンプフェスタ』に本作も『無印』と並んで出展されている。2020年12月19日と同年12月20日に開催された『ジャンプフェスタ2021』は、新型コロナウイルス感染症の拡大防止のためにオンラインでの生配信イベントとなった。

## スピンオフ
『終末のハーレム ファンタジア学園』
LINK&SAVAN（原案） / 安藤岡田（作画）による本作のスピンオフ4コマ漫画作品。『J+』にて、2020年8月2日から2022年7月17日まで、隔週日曜日に連載されていた。
主な舞台を現代の日本の元女子高だった女子ばかりの高校に、登場人物をその生徒や教師にそれぞれ置き換え、メタフィクション要素も交えたコメディとして学園生活を描いている。
単行本については後述の日本語版のほか、以下のように集英社から正規ライセンスを取得した各国語翻訳版も、2022年6月から発売が開始されている。
- アメリカでは、セブンシーズ・エンターテインメント社による英語翻訳版が、『WORLD'S END HAREM FANTASIA ACADEMY』のタイトルで2022年6月から発売されている。

## 書誌情報

### 本編
電子書籍版と書籍版が同時発売されている。『無印』と同じく電子書籍版は「セミカラー版」と題された特別編集版であり、連載時にモノクロだった過激な性的シーンが、集英社によってフルカラーでデジタル着色されている。
- LINK（原作）/ SAVAN（作画） 『終末のハーレム ファンタジア』 集英社〈ヤングジャンプ コミックス・ウルトラ〉、既刊15巻（2023年12月4日現在）
  1. 2018年11月2日発売[1]、ISBN 978-4-08-891129-8
  2. 2019年3月4日発売[94]、ISBN 978-4-08-891247-9
  3. 2019年8月2日発売[95]、ISBN 978-4-08-891353-7
  4. 2020年1月4日発売[96]、ISBN 978-4-08-891470-1
  5. 2020年8月4日発売[97]、ISBN 978-4-08-891652-1
  6. 2021年1月4日発売[98]、ISBN 978-4-08-891762-7
  7. 2021年6月4日発売[99]、ISBN 978-4-08-891873-0
  8. 2021年10月4日発売[100]、ISBN 978-4-08-892110-5
  9. 2022年1月4日発売[101]、ISBN 978-4-08-892159-4
  10. 2022年5月2日発売[102]、ISBN 978-4-08-892304-8
  11. 2022年9月2日発売[103]、ISBN 978-4-08-892459-5
  12. 2022年12月2日発売[104]、ISBN 978-4-08-892588-2
  13. 2023年4月4日発売[105]、ISBN 978-4-08-892733-6
  14. 2023年8月4日発売[106]、ISBN 978-4-08-892884-5
  15. 2023年12月4日発売[107]、ISBN 978-4-08-893149-4

### スピンオフ
- LINK&SAVAN（原案） / 安藤岡田（作画） 『終末のハーレム ファンタジア学園』 集英社〈ヤングジャンプ コミックス・ウルトラ〉、全3巻
  1. 2021年1月4日発売[108]、ISBN 978-4-08-891763-4
  2. 2021年10月4日発売[109]、ISBN 978-4-08-892111-2
  3. 2022年8月4日発売[110]、ISBN 978-4-08-892406-9